# Cyphonia weyrauchi
Cyphonia weyrauchi är en insektsart som beskrevs av Richter 1958. Cyphonia weyrauchi ingår i släktet Cyphonia och familjen hornstritar. Inga underarter finns listade i Catalogue of Life.